# 斯蒂爾山
斯蒂爾山（英語：Mount Steele）是加拿大的山峰，由育空負責管轄，屬於聖埃利亞斯山脈的一部分，海拔高度5,073公尺，是該國第五高峰，與盧卡尼亞山以山脊相連。